# 向鶴躚
向鶴躚（？—1638年），和名浦添親方朝利，琉球國第二尚氏王朝政治家、三司官。原姓「吳」，名乘「重利」。直到他死後的1691年，琉球王府將王族的分支統一改姓為「向」，名乘改為「朝」字輩，他的名乘才被改為「朝利」。
向鶴齡為向里瑞（浦添親方朝師）之子。崇禎九年丙子六月二十日（1636年7月22日）出任三司官。由於先前發生過八重山吉利支丹事件，薩摩藩要求琉球實施宗門改，對境內的吉利支丹進行鎮壓。崇禎十一年（1638年），為報告在宮古、八重山進行宗門改的成果，他奉命出使薩摩藩。十二月二十一日公務完成後坐船回國，途中遭遇颶風而失蹤。他的職位長期空缺，直至1641年才由章邦彥（宜野灣親方正成）填補。